# Peter Hill-Wood
 (décembre 2018).
Si vous disposez d'ouvrages ou d'articles de référence ou si vous connaissez des sites web de qualité traitant du thème abordé ici, merci de compléter l'article en donnant les références utiles à sa vérifiabilité et en les liant à la section « Notes et références ».
Pour les articles homonymes, voir Hill et Wood.
Peter Denis Hill-Wood est un homme d'affaires britannique né le 25 février 1936 à Kensington (Londres) et mort le 28 décembre 2018 à l’âge de 82 ans.
Il est l'ancien président du club de football d'Arsenal, poste qu'il quitte en juin 2013 pour raisons de santé.

## Biographie
Après son père Denis Hill-Wood (en) (1962-1982), et son grand-père, Samuel Hill-Wood (en) (1929-1936 puis 1946-1949), Peter Hill-Wood est le troisième représentant de sa famille à occuper le poste de président d'Arsenal FC.
Il a succédé à son père juste après sa mort en 1982. En dehors du monde du football, Peter Hill-Wood a exercé le métier de banquier, il fut vice-président de la banque londonienne Hambros, responsable de la division investissement. Son père, ses trois oncles et son grand-père jouaient au cricket pour le Derbyshire County Cricket Club. Il fut lui-même joueur de cricket « première classe » (first-class) au sein des Free Foresters (en) en 1960. Il a également fait du land art[réf. nécessaire].